# Prades (Pireneje Wschodnie)
Prades – miejscowość i gmina we Francji, w regionie Oksytania, w departamencie Pireneje Wschodnie.
Według danych na rok 1990 gminę zamieszkiwało 6009 osób, a gęstość zaludnienia wynosiła 553 osoby/km² (wśród 1545 gmin Langwedocji-Roussillon Prades plasuje się na 46. miejscu pod względem liczby ludności, natomiast pod względem powierzchni na miejscu 705.). 

## Zabytki
Zabytki na terenie gminy posiadające status monument historique:
- kościół św. Piotra (Église Saint-Pierre de Prades)
- dom Jourda (Maison Jourda)

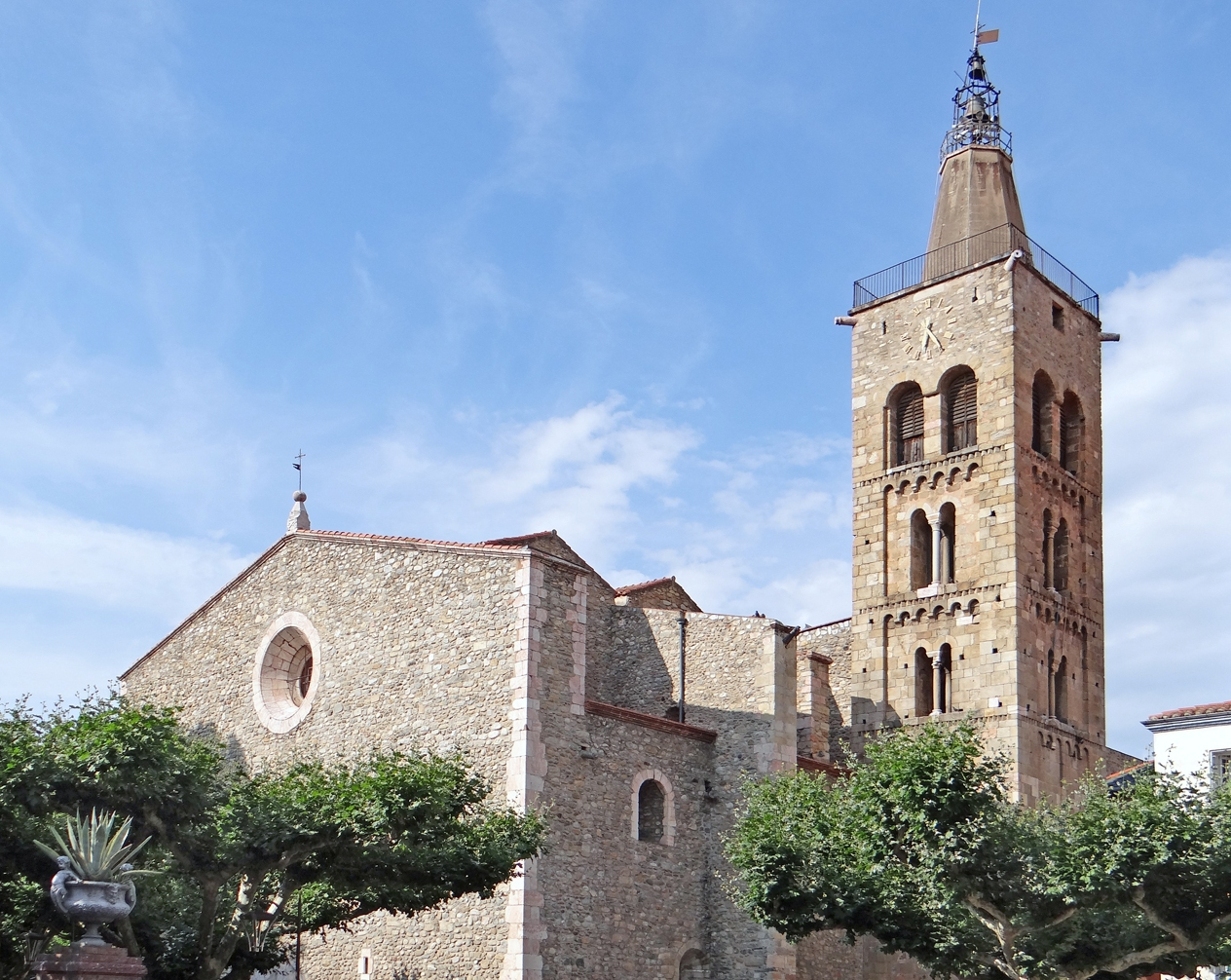
Kościół św. Piotra (2014)
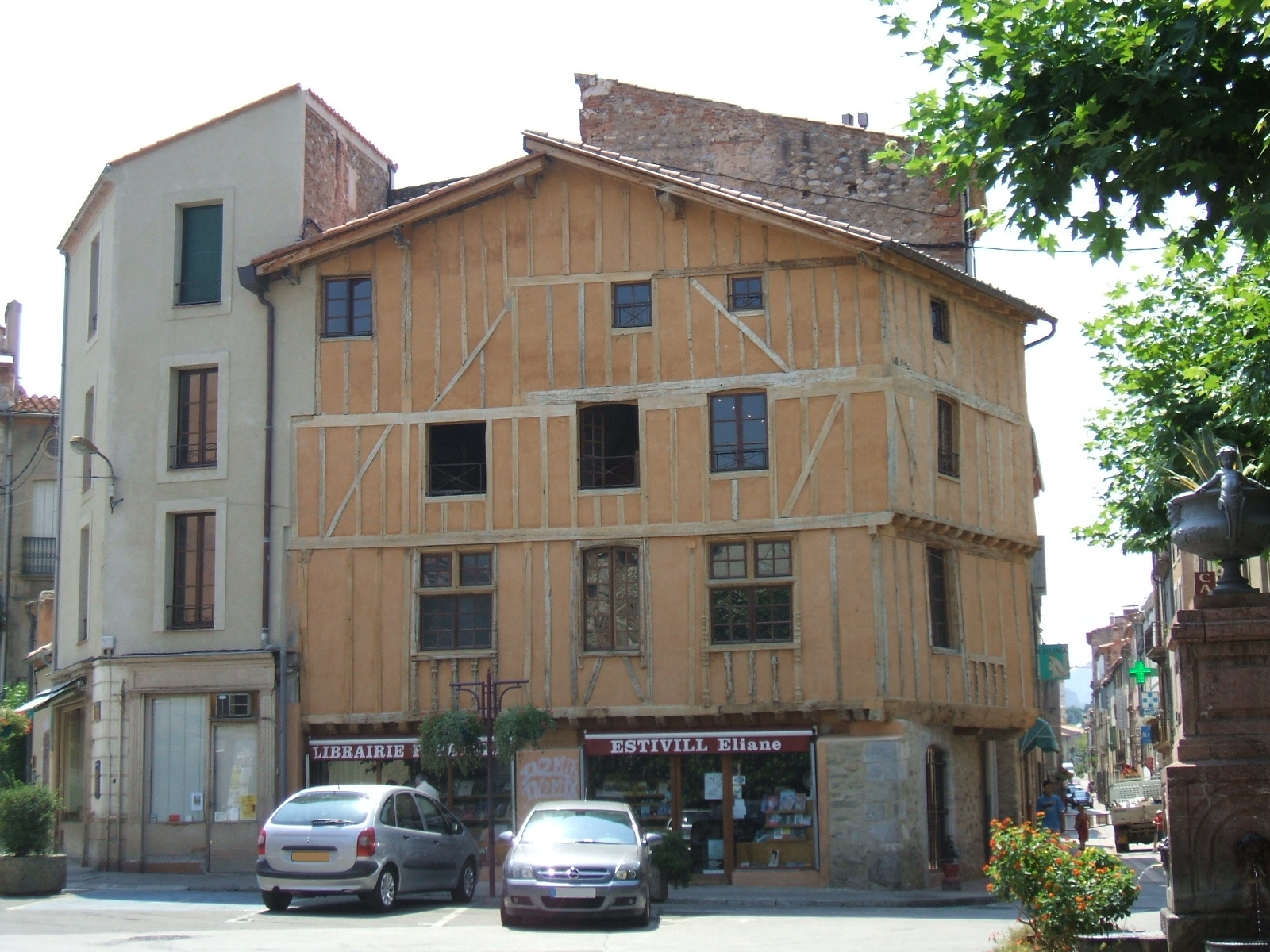
Dom Jourda (2006)

## Populacja

Populacja Prades w latach 1962–2008